# フランシス・ボウズ・セイアー
フランシス・ボウズ・セイアー・シニア（Francis Bowes Sayre Sr., 1885年4月30日 - 1972年3月29日）は、アメリカ合衆国の政治家。

## 生涯
1885年4月30日、ペンシルベニア州サウスベスレヘムにおいて、鉄道技師ロバート・ヒーシャム・セイアー (Robert Heysham Sayre, 1824-1907) の息子として誕生した。
1909年にウィリアムズ大学を卒業し、1912年にハーバード大学法科大学院で法学の学位を取得した。同年、ニューファウンドランドのラブラドルに渡り、ウィルフレッド・グレンフェルの医療活動を補佐した。1913年、ニューヨークの地方検事補となった。
1914年、ウィリアムズ大学の学長補佐に就任した。1916年、カーネギー国際平和基金の出資を得てウィリアムズ大学で国際法の課程を創設した。セイアーはウィリアムズ大学で1918年まで国際法の教職を務めた。1917年6月、ウィリアムズ大学を離れた。フランスのキリスト教青年会にわずかな期間参加した後、ハーバード大学法科大学院での教職を受理した。セイアーは国際法、海事法、刑法、労働法を担当し、1934年まで教職を務めた。
1933年11月17日、フランクリン・ルーズベルト大統領から国務次官補に任命された。セイアーは同年11月27日に着任し、1939年8月7日まで国務次官補を務めた。1939年から1942年までフィリピン高等弁務官を務めた。
1940年5月に来日し、有田八郎外相と数回にわたって会談した。セイアーは有田に太平洋における不可侵条約や中国に駐留していた日本軍の撤退を提案したが、日本側により拒否された。同年5月3日、昭和天皇に謁見した。
1953年11月13日、昭和天皇に2度目の謁見をする。この際の肩書は、立教大学顧問兼講師及びアメリカエピスコパル派教会駐日代表であった。
1972年3月29日、セイアーはワシントンD.C.において死去した。

## 家族
1913年、セイアーはウッドロウ・ウィルソン大統領の娘のジェシー・ウッドロウ・ウィルソン (Jessie Woodrow Wilson, 1887-1933) と結婚した。2人は同年11月にホワイトハウスで挙式を行った。2人の間にはフランシス・セイアー (Francis Sayer, 1915-2008)、エレノア・セイアー (Eleanor Sayre, 1916-2001)、ウッドロウ・ウィルソン・セイアー (Woodrow Wilson Sayre, 1919-2002) が生まれた。セイアーは1837年にエリザベス・エヴァンズ・グレイヴス (Elizabeth Evans Graves) と再婚した。